# Pferdskopf-Taunus
Der Pferdskopf-Taunus ist eine naturräumliche Untereinheit des Östlichen Hintertaunus (Haupteinheit 302) mit der Gliederungsnummer 302.6. 

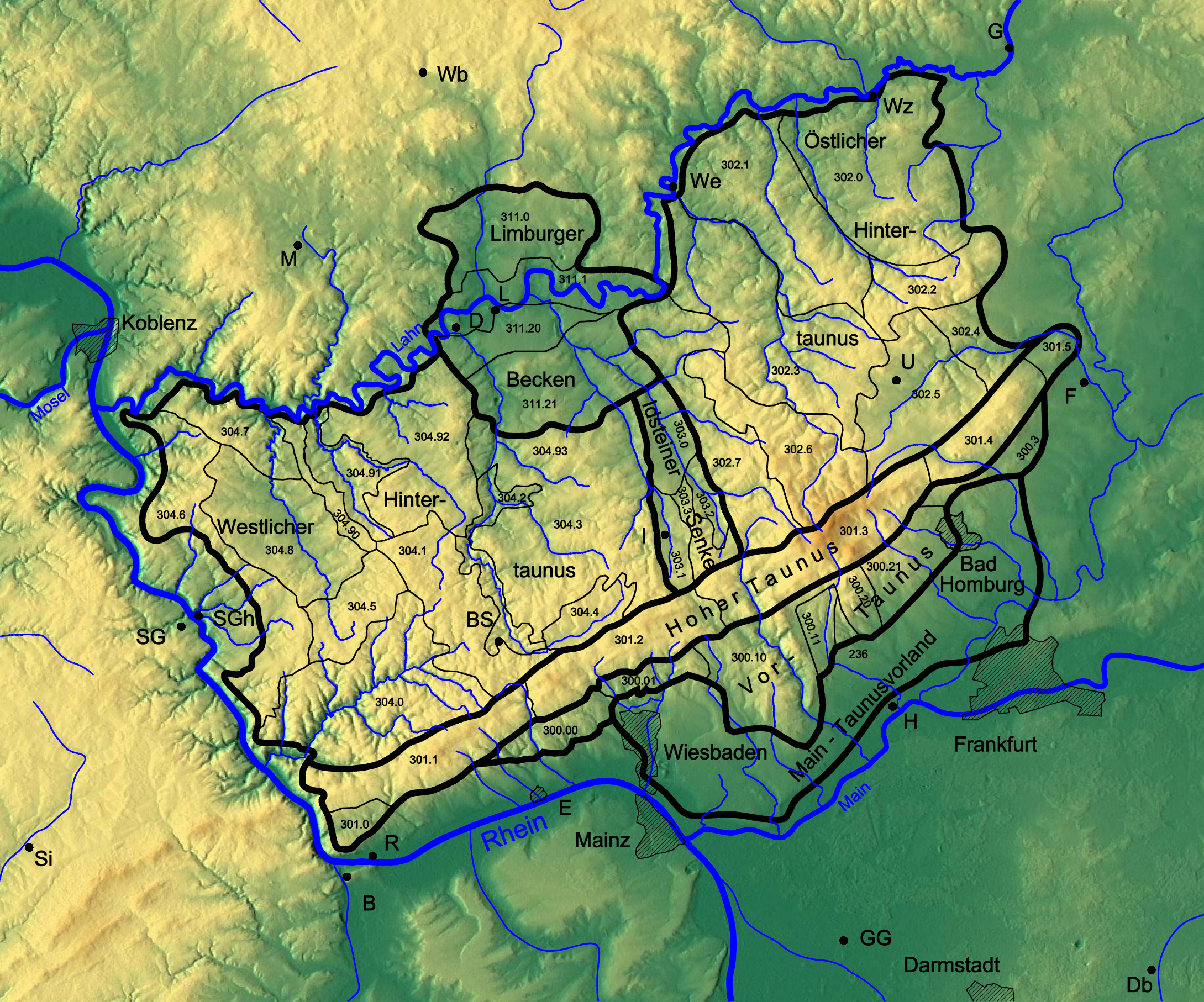
Naturräumliche Gliederung des Taunus

## Lage
Begrenzt wird der Pferdskopf-Taunus nach Süden vom östlichen Hohen Taunus (Feldberg Taunskamm), nach Osten etwa vom Usinger Becken und nach Norden anschließend dem Verlauf des Weiltals und dem Hasselbacher Hintertaunus. Nach Westen vom Steinfischbacher Hintertaunus, die den anschließenden Abbruch zur tief gelegenen Idsteiner Senke, dem Goldenen Grund markiert.

## Naturräumliche Lage

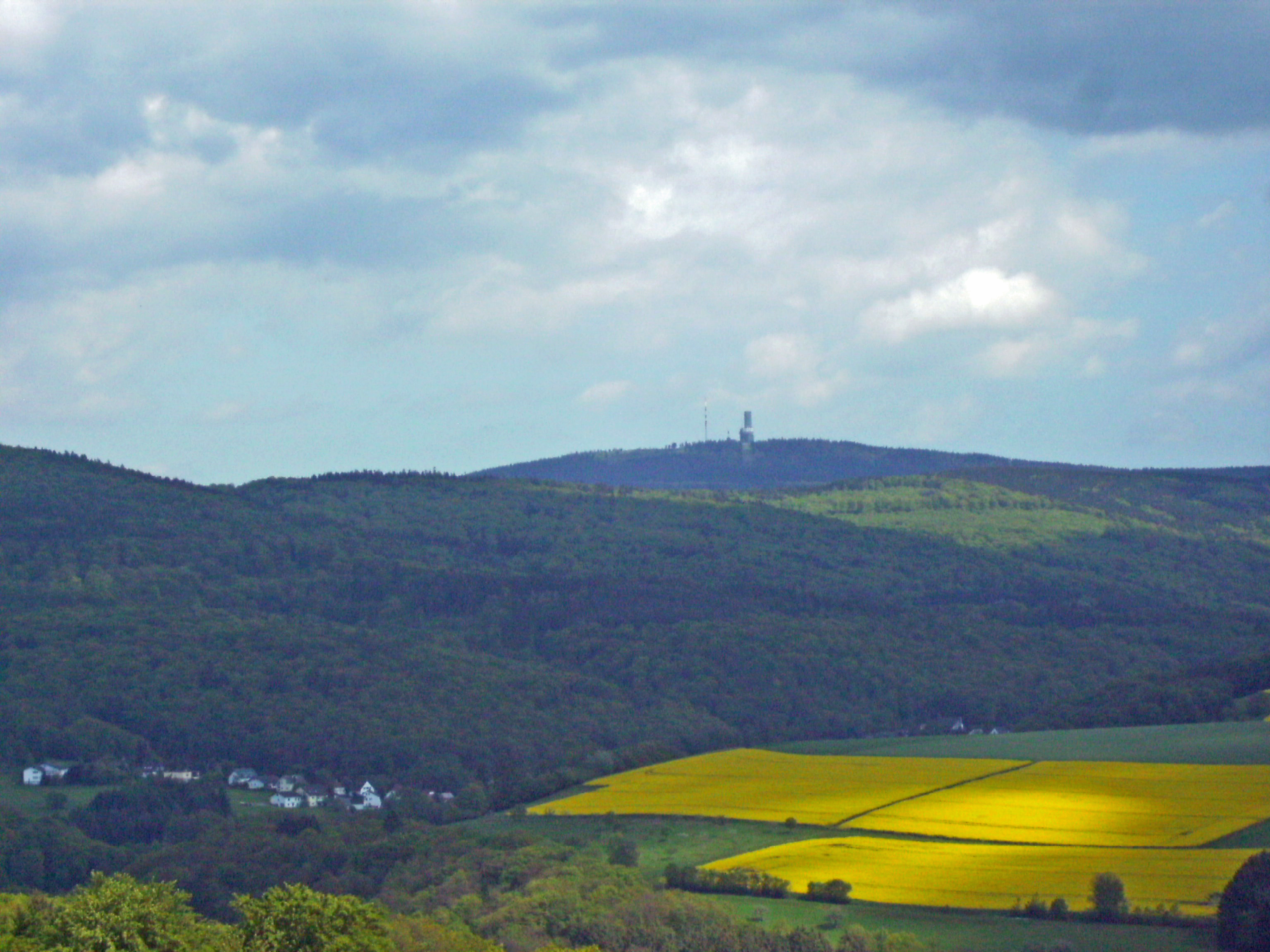
Blick von Reinborn auf den Wurzelbereich der Feldberg-Langhals-Pferdskopf-Scholle (im Südosten), davor Wüstems im oberen Emsbachtal

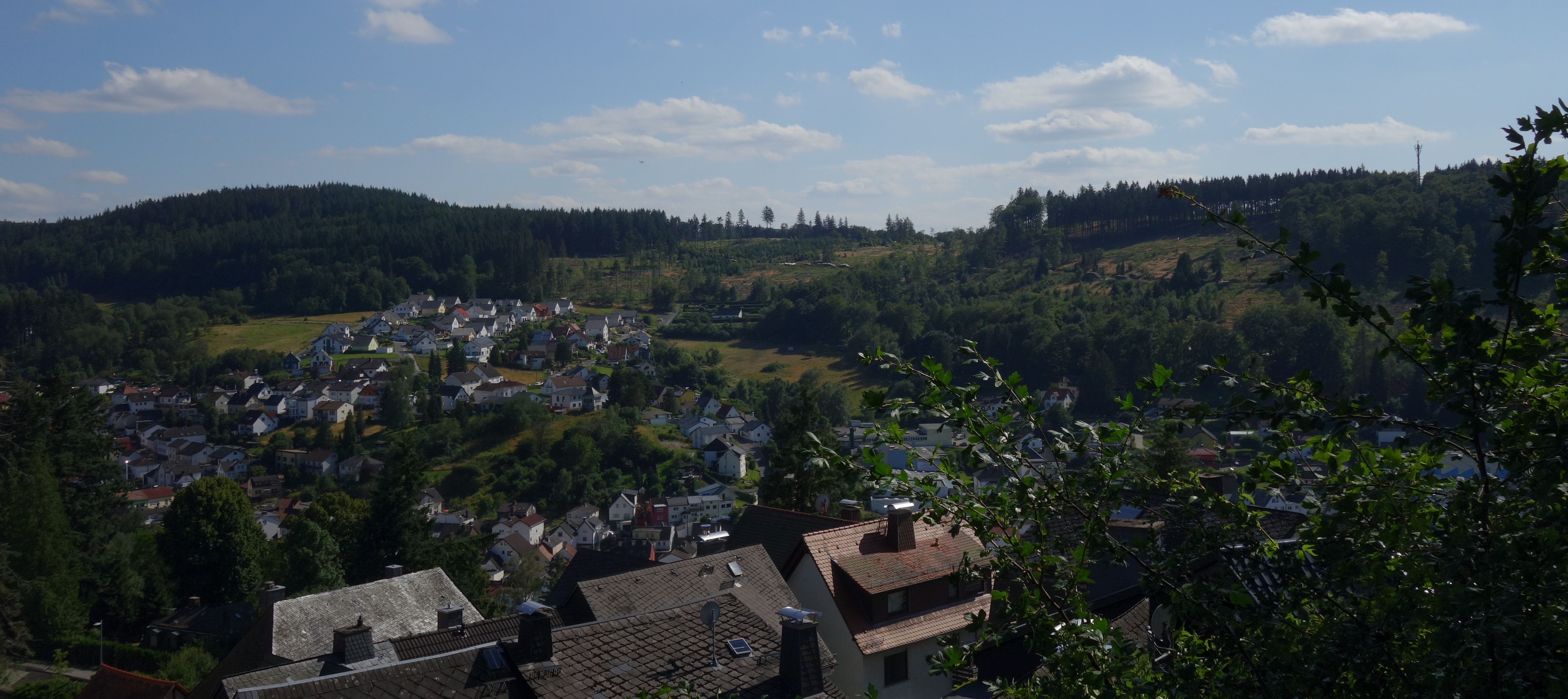
Weilsberg (links) neben dem Hühnerberg (rechts) über dem Ort Niederreifenberg

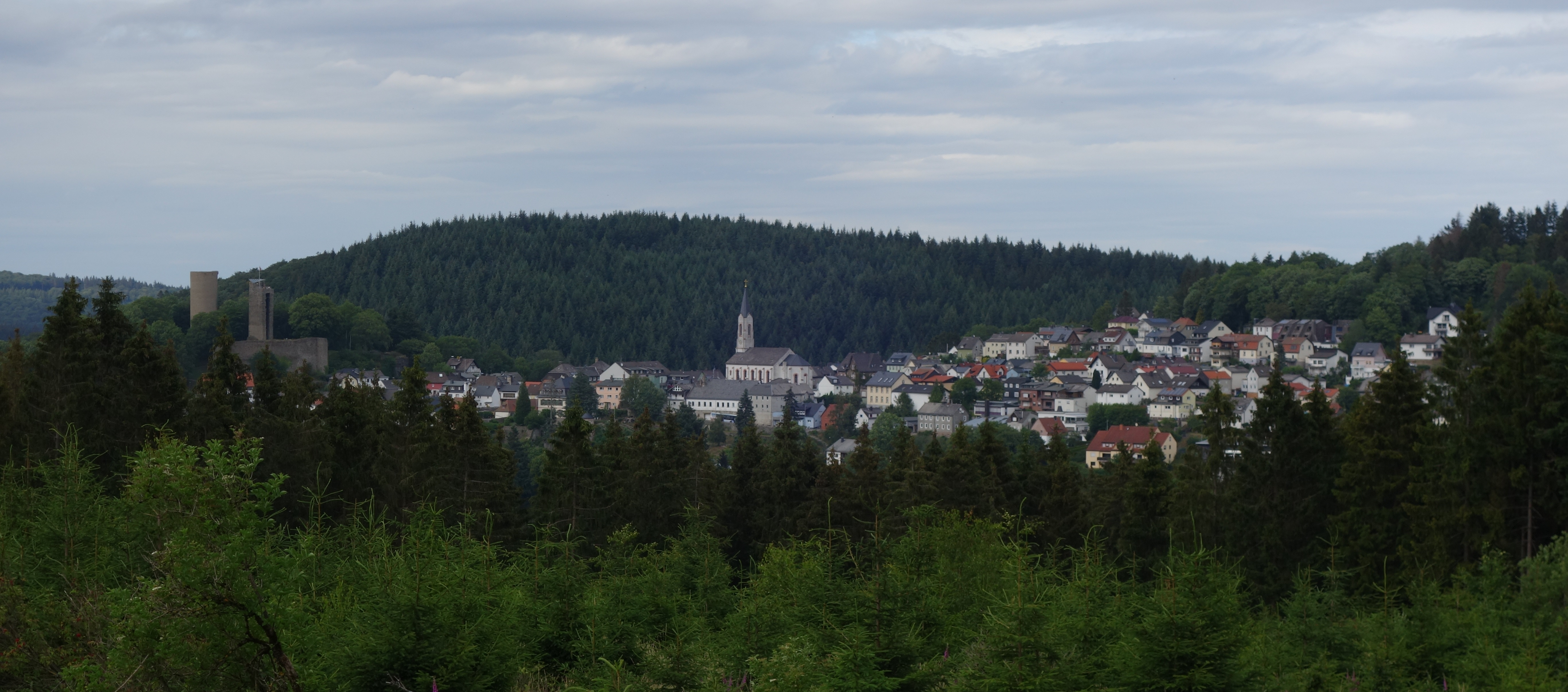
Sängelberg über den Dächern Oberreifenbergs (vom Hühnerberg gesehen)

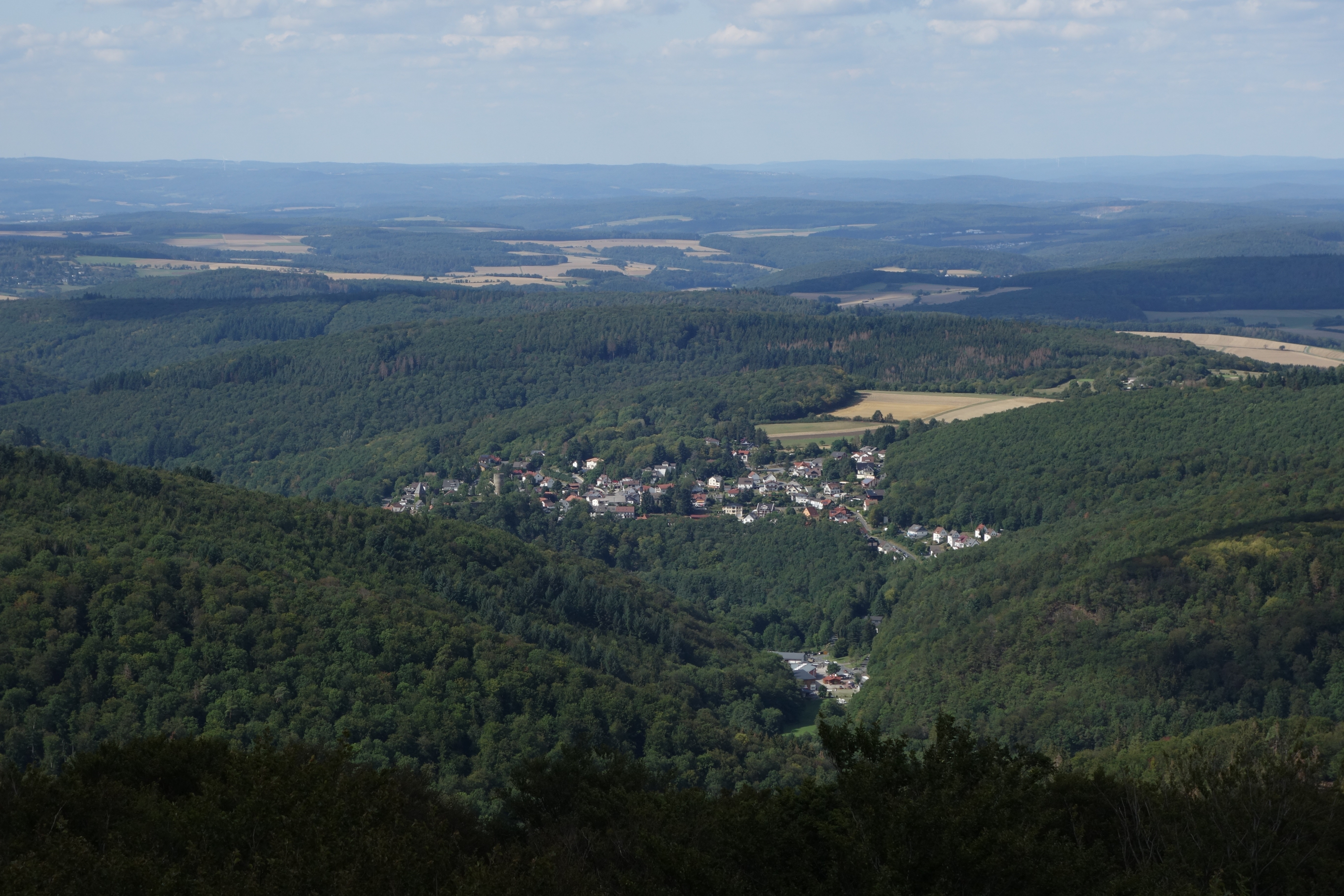
Blick vom Pferdskopf auf Altweilnau und die nach Norden abflachende Feldberg-Langhals-Pferdskopf-Scholle

Im Südwesten des Östlichen Hintertaunus ist die Hochscholle des Pferdskopf-Taunus, die sogenannte Feldberg-Langhals-Pferdskopf-Scholle. Diese ist ein von Südost nach Nordwest verlaufender Rücken, und setzt in dem am meisten herausragenden Gebirgsknoten (über 800 m) an. Aus dem Wurzelbereich am Taunushauptkamm, im Bereich des Großen Feldberg (879 m) und Kleinen Feldberg (825,2 m) dem Feldberg-Taunuskamm im Hochtaunus, setzt sich diese Hochscholle vom Ems--, Aubach- und Weilquellgebiet aus zunächst in ziemlich gleich hohen Berggipfeln, mit Höhen zwischen 600 und 700 m fort. Die höchsten Berge in diesem Bereich sind der Weilsberg (700,7 m), Dillenberg (682,4 m), Sängelberg (665 m), Weißeberg (660,2 m). Der Pferdskopf auf der gegenüberliegenden Seite des Weiltals ist 662,6 m hoch. Dagegen haben der Klingenberg (595,9 m), der Große Eichwald (633,2 m) und der Langhals (573,5 m) an der östlichen Seite der Hochscholle schon an Höhe verloren. Nennenswerte Erhebungen an der westlichen Seite der Hochscholle sind Hühnerberg (636 m), Windhain (629,3 m), Bremer Berg (618,9 m), Judenkopf (613,8 m) und Pfaffenkopf (586,9 m). Nach Nordwesten senkt sich die Feldberg-Langhals-Pferdskopf-Scholle in Stufen auf Höhen zwischen 450 und 550 m ab. Die signifikanten Erhebungen wie Wolfsküppel (545,1 m), Sommberg (460,8 m), Stückelberg (509,7 m), Kuhbett (525,6 m), Suterkopf (461,8 m) und Koberg (460,5 m) kommen allmählich auf die Höhe der Hochflächen (350 bis 450 m) herab. Ab Emmershausen verschwimmen die Höhen der Schollen ziemlich ganz in den Hochflächen des Östlichen Hintertaunus. Zum Pferdskopf-Taunus steigt die Landschaft  östlich der Idsteiner Senke in zwei Stufen an und übertrifft sogar das Rheingaugebirge an Höhe. Die etwa 5 bis 10 Kilometer Breite und durchaus gegliederte Hochscholle wird im Westen vom Steinfischbacher Hintertaunus und der westlichen Emsbach-Verwerfung begrenzt, die den Abbruch zum Goldenen Grund markiert.

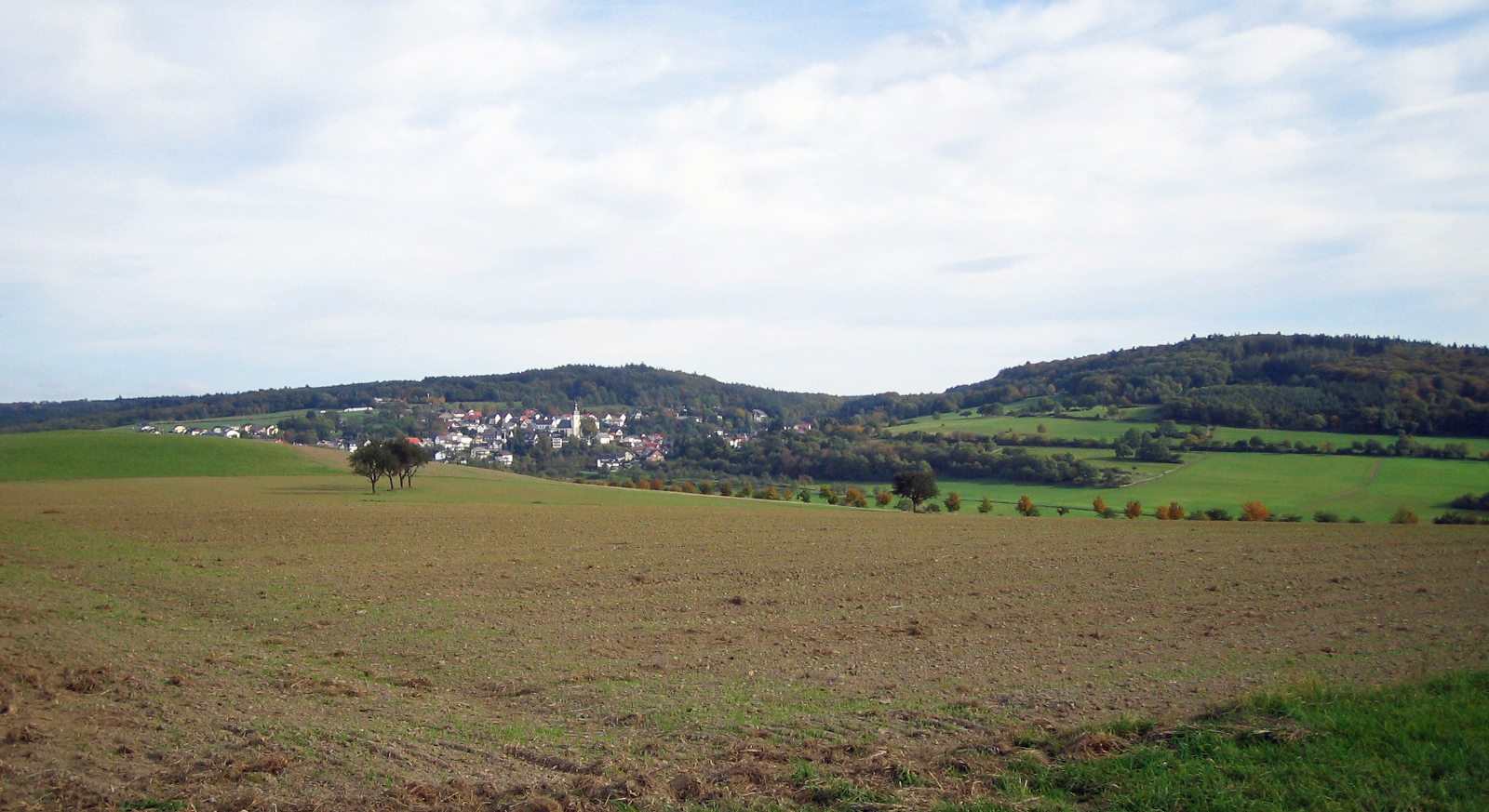
Taunuslandschaft bei Haintchen, dahinter und rechts die letzten Erhebungen der Feldberg-Langhals-Pferdskopf-Scholle im Nordwesten

Die Hochscholle im westlichen Hintertaunus ist der Kemeler Rücken (500 bis 550 m) mit der Gliederungsnummer 304.1 (Westlicher Aartaunus). Diese westliche Hochscholle verläuft sich aufgrund ihrer etwas geringeren Heraushebung eher in den Hochflächen des Westlichen Hintertaunus. Beide Hochschollen haben über ihre geologische und morphologische Gleichförmigkeit hinaus noch dies gemeinsam: Sie werden jeweils von einem Bachtal der Länge nach geteilt, das schon vor der Heraushebung der Hochschollen angelegt war. Die Feldberg-Langhals-Pferdskopf-Scholle wird von der Weil, die vom Kleinen Feldberg bis Weilburg verläuft, längs geteilt. Der Kemeler Rücken wird von der Längsfurche der Aar geteilt, die allerdings seitlich etwas nach Osten verschoben ist. Beide Bäche Weil und Aar haben sich tief in die Hochscholle eingegraben, zumal ihnen Zeit genug verblieb, beim langsamen Heraussteigen des Rheinischen Schiefergebirges ihre alten Läufe auf den Rumpfflächen beizubehalten und in den Hochschollen tiefer zu verlegen.
- 302 Östlicher Hintertaunus[2]
  - 302.6 Pferdskopf-Taunus (81,47 km²)

## Berge und Erhebungen
Zu den höchsten Bergen und Erhebungen des Pferdskopf-Taunus gehören – sortiert nach Höhe in Meter (m) über Normalhöhennull (NHN):
- Weilsberg (700,7 m)
- Dillenberg (682,4 m)
- Sängelberg (665,0 m)
- Pferdskopf (662,6 m)
- Weißeberg (660,2 m)

## Riedelbacher Heide

Blick nahe Wehrheim nach Südwesten zum Taunushauptkamm (links) und dem Pferdskopf-Taunus (nach rechts verlaufend)

Auf der Feldberg-Langhals-Pferdskopf-Scholle gab es in früheren Jahren eine Reihe von Heidelandschaften, die aufgrund der intensiven Waldbewirtschaftung und Höhenlandwirtschaft teilweise nicht mehr vorhanden sind. Die Riedelbacher Heide, östlicher der Rennstraße, ist eine unter Naturschutz stehende Heidelandschaft, die sich mit einem sehr großen Wacholderbestand erhalten hat.